# Igor Sacharowitsch Bondarewski

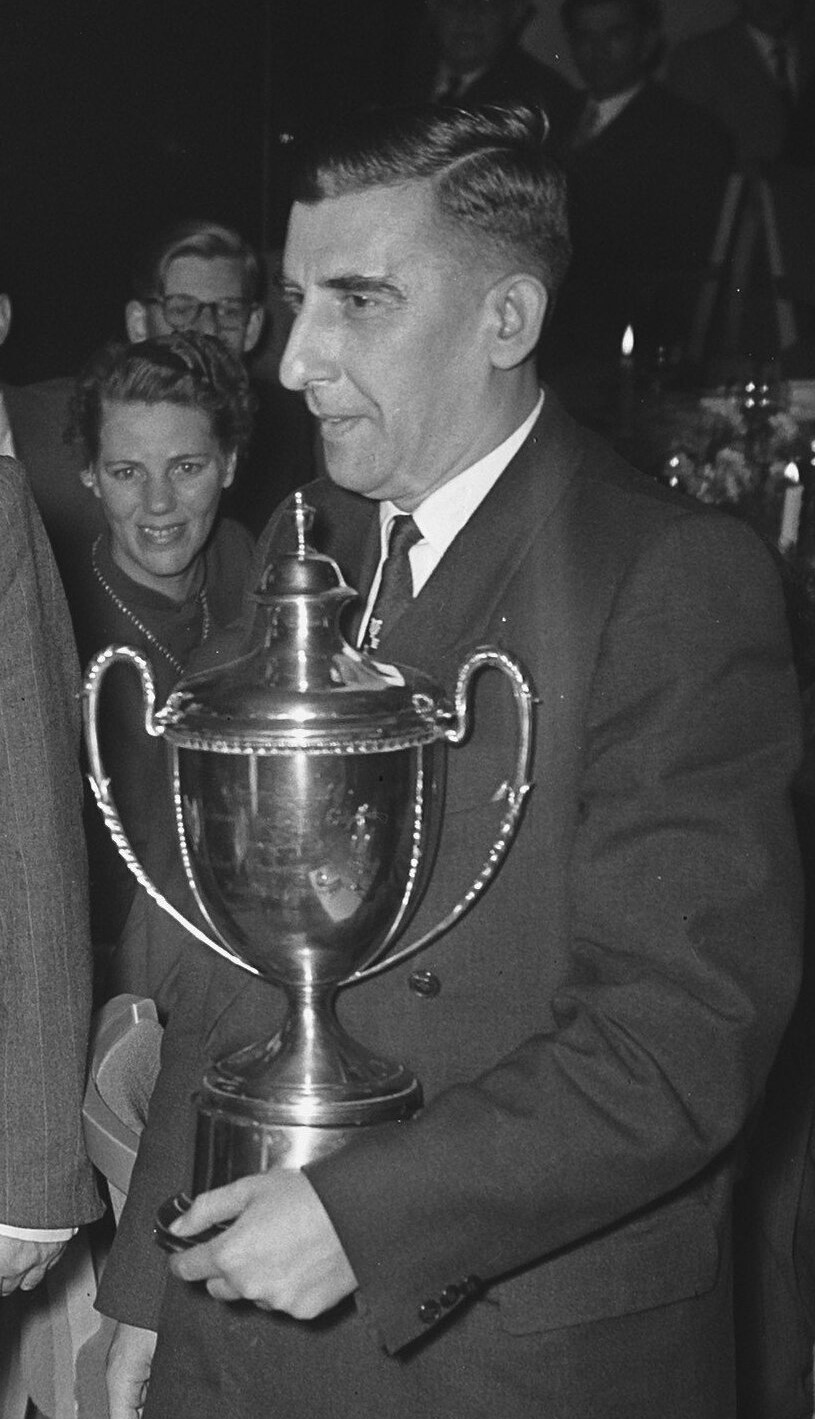
Bondarewski (1954)

Igor Sacharowitsch Bondarewski (russisch Игорь Захарович Бондаревский, wiss. Transliteration Igor' Zacharovič Bondarevskij; * 12. Mai 1913 in Samsonow bei Rostow am Don; † 14. Juni 1979 in Pjatigorsk) war ein sowjetischer Schachspieler, der in den 1940er Jahren zur Weltelite gehörte.

## Erfolge
Bondarewski erschien Ende der 1930er Jahre auf der Szenerie des sowjetischen Schachs: bei seiner ersten Teilnahme an einer sowjetischen Meisterschaft 1937 teilte er Platz 10–13 und erhielt den Titel Sowjetischer Meister verliehen. Bei der Meisterschaft 1939 wurde er Sechster.
Seinen größten Erfolg feierte er ein Jahr später, als er 1940 gemeinsam mit Andor Lilienthal die Meisterschaft gewann und Großmeister der UdSSR wurde. Anstelle eines Stichkampfes der beiden Sieger veranstaltete der Sowjetische Schachverband allerdings 1941 ein Turnier um die Absolute Meisterschaft der UdSSR, ein in der Schachgeschichte einzig dastehendes Turnier mit sechs Teilnehmern und 20 Runden (jeder gegen jeden vier Partien). Dieses Turnier, das den offiziellen sowjetischen Herausforderer von Weltmeister Alexander Aljechin ermitteln sollte, wird allgemein als im Interesse von Michail Botwinnik arrangiert angesehen, denn der sowjetische Spitzenspieler wurde bei der Meisterschaft (welche ursprünglich den WM-Herausforderer ermitteln sollte) Fünfter, siegte aber in der Absoluten Meisterschaft überlegen mit 13,5 aus 20. Bondarewski und Lilienthal belegten in diesem Weltklasseturnier die letzten Plätze.
Im Jahre 1942 gewann Bondarewski die Meisterschaft von Moskau. Nach Beendigung des Zweiten Weltkrieges nahm er am erstmals von der FIDE ausgerichteten Interzonenturnier 1948 in Saltsjöbaden teil und teilte Platz 6 bis 9, was eine Qualifikation zum Kandidatenturnier 1950 in Budapest bedeutete, doch konnte er krankheitsbedingt nicht daran teilnehmen.
Bondarewski beteiligte sich 1951 an der UdSSR-Meisterschaft (12.–13. Platz), spielte ab da aber nur noch sporadisch Turnierschach. 1954 wurde er zum Internationalen Schiedsrichter ernannt. Sein letztes bedeutendes Ergebnis war der zweite Platz in Hastings 1960/1961.
Bondarewski, der 1950 von der FIDE zum Großmeister ernannt worden ist, widmete sich in den 1950er und 1960er Jahren intensiv dem Fernschach. Bei der 3. Fernschacholympiade spielte er am ersten Brett der UdSSR-Auswahl, die die Goldmedaille gewann. 1961 verlieh ihm der ICCF den Fernschach-Großmeistertitel. In die 1960er Jahre fällt auch Bondarewskis Arbeit als Sekundant von Boris Spasski, den er bei seinen Weltmeisterschaftskämpfen gegen Tigran Petrosjan 1966 und 1969 unterstützte. Daneben erschien in der UdSSR eine Anzahl Schachbücher aus der Feder Bondarewskis.
Nach Bondarewski ist eine Variante in der Richter-Rauser-Variante der Sizilianischen Verteidigung benannt: 1. e2–e4 c7–c5 2. Sg1–f3 Sb8–c6 3. d2–d4 c5xd4 4. Sf3xd4 Sg8–f6 5. Sb1–c3 d7–d6 6. Lc1–g5 g7–g6 (das Bondarewski-Abspiel).

## Werke (Auswahl)
- Mieschsonalnyj schachmatnyj turnir. Göteborg 1955, Moskau 1957. (russ.)
- Kombinacii v mittelspile. Moskau 1960. (englische Übersetzung: Combinations in the middlegame, Nottingham 1977)
- zus. mit Isaak Boleslawski: Petrosjan-Spasski 1969, Moskau 1970. (russ.)